# جورج مكولي
جورج مكولي هو مجدف كندي، ولد في 29 أكتوبر 1929.

## وصلات خارجية
- جورج مكولي على موقع الاتحاد الدولي للتجديف (الإنجليزية)
- جورج مكولي على موقع أوليمبيديا (الإنجليزية)